# آویگلیانا
آویگلیانا (به ایتالیایی: Avigliana) یک کومونه در ایتالیا است که در استان تورین واقع شده‌است.

## خصوصیات
آویگلیانا ۲۳٫۳ کیلومترمربع مساحت و ۱۲٬۲۳۰ نفر جمعیت دارد و ۳۸۳ متر بالاتر از سطح دریا واقع شده‌است.

## خواهرخوانده
شهر Tresserve خواهرخواندهٔ آویگلیانا هست.